# Jōga-shima
Jōga-shima (城ヶ島, Jōgashima) est une île du Japon située à l'extrémité sud de la péninsule de Miura.

## Situation
Elle est reliée à Honshū par un pont à péage.
Un petit village de pêcheurs et des plages sableuses se trouvent sur la côte ouest.

## Phare
Le phare de Jōga-shima d'où la péninsule d'Izu, l'île d'Ōshima et la péninsule de Bozo (préfecture de Chiba) sont visibles, a été construit par l'ingénieur français Léonce Verny à la fin du XIXe siècle.

## Économie
Régulièrement s'y tient le marché au poisson de Misaki.